# Seabees

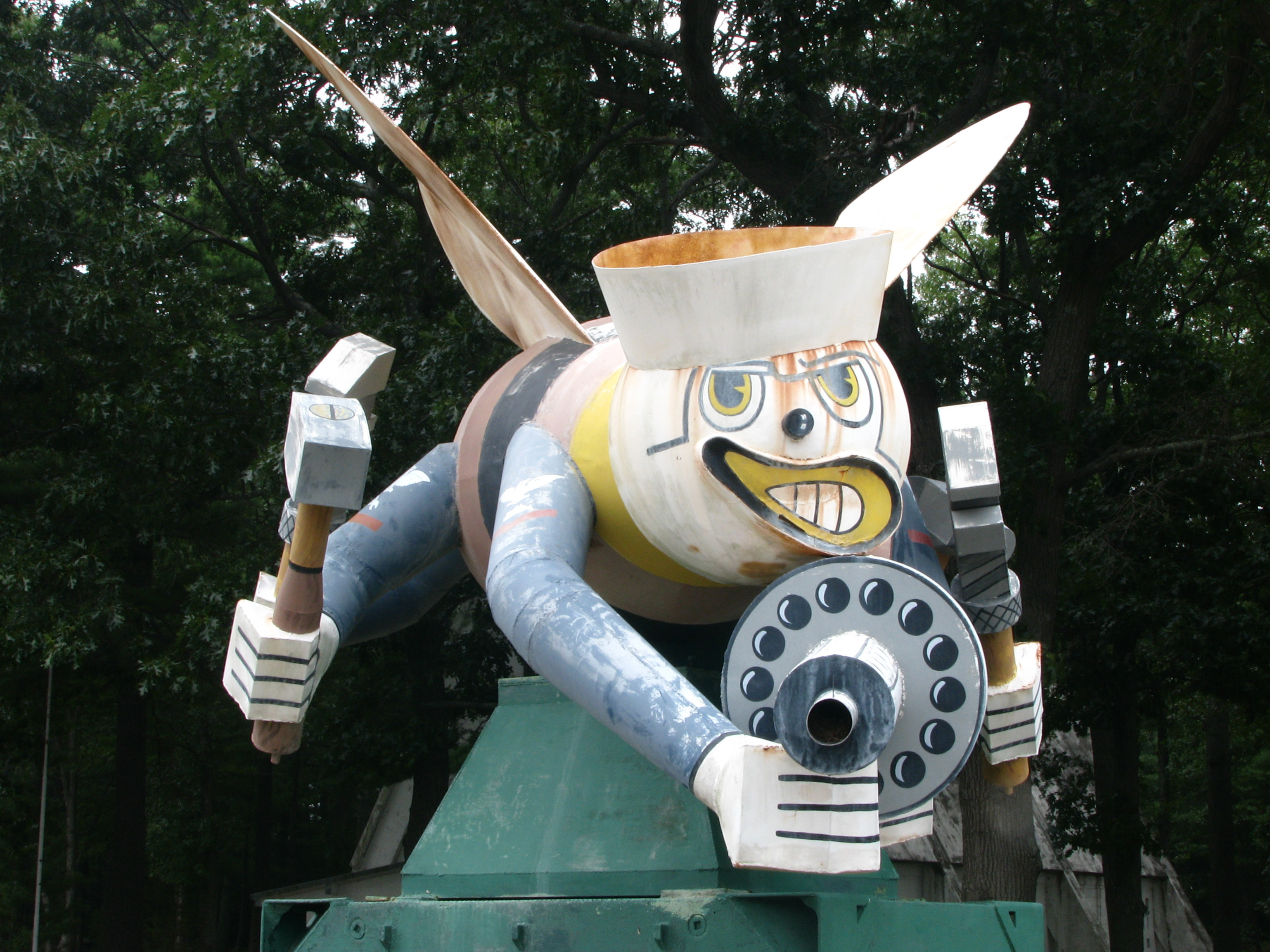
La statua del Seabee Combattente a Quonset Point

I Seabees sono i genieri militari della United States Navy. I soldati di queste unità sono inquadrati in construction battalions (letteralmente battaglioni da costruzione) e si occupano di edificare e manutenere le opere infrastrutturali della marina in tempo di pace e di guerra. Il nome Seabee che letteralmente vuol dire ape del mare (con l'accostamento all'operosità dei suoi membri) è in realtà la pronuncia dell'acronimo CB, le iniziali appunto di Construction Battalion. I reparti vennero fondati il 5 marzo 1942. Il loro motto, in latino, è Construimus, Batuimus ("Costruiamo, combattiamo" (quello ufficioso è "Possiamo farlo!").
Le sue dimensioni al 2012 erano di 6,888 militari attivi e 6,927 di personale della riserva navale per un totale di 13,815.

## Storia
I Seabees hanno combattuto nella seconda guerra mondiale, inquadrando fino a 325.000 uomini; nel Teatro del Pacifico hanno costruito 111 campi di aviazione e 441 moli, serbatoi di carburante per complessivi 100 milioni di galloni, alloggi per 1,5 milioni di uomini e posti letto ospedalieri per 70.000 pazienti. Sono stati impiegati anche nella guerra di Corea, del Vietnam e del Golfo.

## Cultura di massa
Nell'episodio della serie televisiva NCIS (12×14) c'è un Seabee.
Nel film Viaggio nell'isola misteriosa, uno dei protagonisti, Hank (Dwayne Johnson), è stato un Seabee e grazie alla sua esperienza riconosce lo stato del terreno salato sull'isola.
Nel film Top Gun: Maverick sulla giacca di pelle di Maverick (Tom Cruise) è cucito lo stemma dei Seabees.